# Good Guy (canción)
«Good Guy» es una canción del rapero estadounidense Eminem incluida en su décimo álbum de estudio Kamikaze. Cuenta con la colaboración de la cantante canadiense Jessie Reyez, y está producida por Eminem y Illa da Producer. Contiene elementos de la canción «Glassy Sky» interpretada por Donna Burke, perteneciente a la serie de anime Tokyo Ghoul.
Esta canción es la continuación de la pista anterior en el álbum, «Nice Guy», en la que Eminem habla sobre relaciones confusas y cómo puede convertirlas en buenas relaciones. Jessie Reyez también aparece en la pista y la canción presenta un título similar a la pista anterior.

## Vídeo musical
El vídeo musical de la canción está dirigido por Peter Huang y se estrenó el 7 de diciembre de 2018. En el vídeo se ve al principio a Jessie Reyez escapando de su tumba, luego se dirige a la casa en la que se encuentra Eminem. Al llegar se miran fijamente y Jessie abofetea a Eminem y la intenta tranquilizarla pero ella le empieza a arrojar cosas. Luego lo apuñala en el estómago y Marshall corre hasta las escaleras donde Jessie lo atrapa y se lanzan por la ventana. Luego de esto se encuentran ambos en el suelo y Jessie empieza a estrangularlo hasta la muerte. Después se ve a Jessie llevando el cadáver de Eminem hasta donde se encontraba ella al principio del vídeo y luego de arrojarlo ella se acuesta junto al cadáver. El vídeo superó las 30 millones de reproducciones en YouTube.

## Posicionamiento en listas
| Lista (2018)                         | Mejor posición |
| ------------------------------------ | -------------- |
| Alemania (Offizielle Top 100 Charts) | 98             |
| Australia (ARIA)                     | 46             |
| Austria (Ö3 Austria Top 40)          | 61             |
| Canadá (Canadian Hot 100)            | 41             |
| Estados Unidos (Billboard Hot 100)   | 67             |
| Francia (SNEP)                       | 143            |
| Países Bajos (Mega Single Top 100)   | 93             |
| Suecia (Sverigetopplistan)           | 59             |